# ガス・ホール
ガス・ホール（Gus Hall、本名：アルヴォ・クスター・ハルベルグ、1910年10月8日〜2000年10月13日）は、アメリカの活動家であり、1959年から2000年までアメリカ共産党（CPUSA）の書記長を務めた。労働運動の指導者として、彼は1937年のいわゆる「リトル・スティール」ストライキと密接に関わった。このストライキは国内の小規模な地域鉄鋼メーカーを組合化しようとする試みであった。第2次赤狩りの時代には、スミス法違反で起訴され、懲役8年の刑を言い渡された。釈放後、ホールは40年以上にわたってCPUSAを率いた。多くの論点で正統派マルクス＝レーニン主義的立場を取り、アメリカ合衆国大統領選挙の常連の泡沫候補となった。

## 背景と初期の政治活動

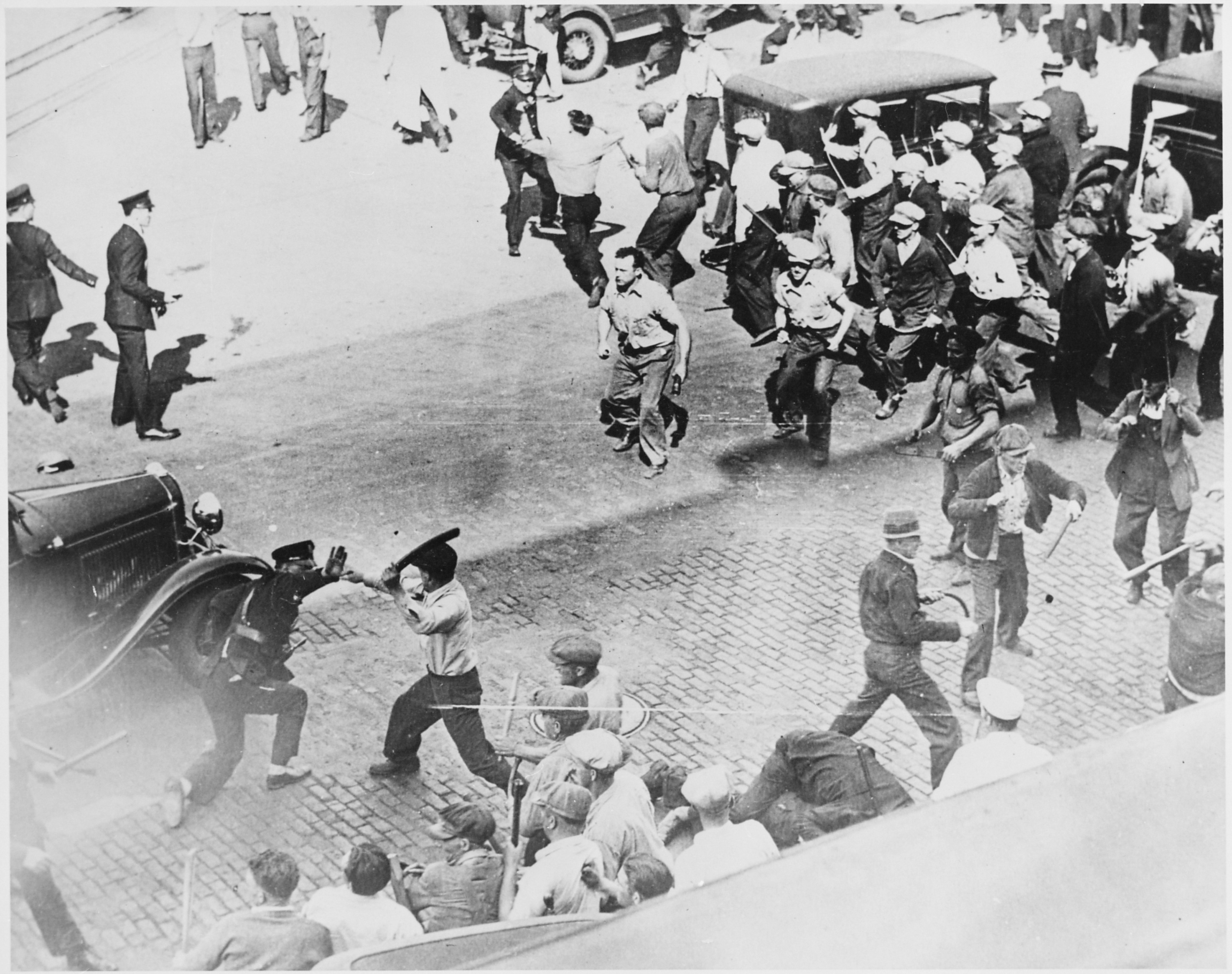
1934年6月、ミネアポリスの街頭でパイプを手に持ち、ストライキを起こすチームスターズ（運送労働者）と警察の激しい衝突の様子。

ホールは、1910年、セントルイス郡のチェリータウンシップ（ミネソタ州北部のメサビ鉄鉱地帯にある地方共同体）で、アルヴォ・クスター・ハルベルグとして生まれた。彼はフィンランド系アメリカ人であり、マット（マッティ）およびスーザン（スザンナ）ハルベルグの子供であった。 ホールの両親はフィンランドのラプア地方からのフィンランド人移民であり、政治的に急進的であった。彼らは世界産業労働者同盟（IWW）に関与しており、1919年にはアメリカ共産党（CPUSA）の初期メンバーでもあった。 メサビ鉄鉱地帯は、フィンランド人の重要な移民集住地の一つであり、フィンランド人はしばしば労働運動や政治活動において活発であった。 ホールの家庭内での使用言語はフィンランド語であり、生涯を通じて彼は9人の兄弟姉妹とフィンランド語で会話をしていた。 彼はフィンランド語での政治用語を知らず、訪問するフィンランド人共産主義者と会う際には主に英語を使用していた。
ホールは共産主義者の家庭で育ち、幼い頃から政治に関与していた。 ホールによると、父親がIWWのストライキに参加したために鉱山での仕事を禁止され、家族はハルベルグが建てた丸太小屋でほぼ飢餓状態で育った。
15歳の時、貧しい10人兄弟の家族を支えるため、ホールは学校を離れ、ノースウッズの木材キャンプ、鉱山、そして鉄道に働きに出た。 2年後の1927年、彼は父親によってアメリカ共産党（CPUSA）に勧誘された。 ホールは中西部上部地域で青年共産同盟（YCL）の組織者となった。 1931年、YCLでの修業を経て、ホールはソビエト連邦へ渡り、モスクワの国際レーニン学校で2年間学ぶ資格を得た。

## ミネアポリスへの移住
学業を終えた後、ホールはミネアポリスに移り、そこでYCLの活動をさらに進めた。 彼はハンガーマーチ、農民のためのデモ、そして世界恐慌期のさまざまなストライキに関与した。 1934年、トロツキー派のファレル・ドブスが率いたミネアポリス・チームスターズ・ストライキに参加したことで、ホールは6ヶ月間投獄された。 刑期を終えた後、ホールはブラックリストに入れられ、本名では仕事が見つけられなくなった。彼は自分の名前をアルヴォ・クスター・ハルベルグから「ガス・ホール」に変更した。 この名前の変更は1935年に裁判所で正式に承認された。

## オハイオでの活動
1934年末、ホールはオハイオ州のマホニング・バレーへ向かった。鉄鋼業界で組織化が呼びかけられる中、ホールはオハイオ州ヤングスタウンの製鉄所に雇われた、数少ない労働者の一人となった。 1935年から1936年にかけて、彼はCIOに関与し、 CIOによって設立されたSWOCの創設メンバーとして活動した。 ホールは、自分と仲間たちがCIOの創設者の一人であるジョン・L・ルイスを説得し、鋼鉄産業も組織化できると確信させたと述べている。

## 結婚と家族
ヤングスタウンで、ホールはハンガリー系のエリザベス・メアリー・ターナー（1909年–2003年）と出会った。 二人は1935年に結婚した。エリザベスもまた権利獲得において指導者的な存在であり、最初期の女性鋼鉄労働者の一人であり、SWOCの秘書を務めていた。 二人の間には二人の子供が生まれた。バーバラ（コンウェイ、1938年生まれ）とアルヴォ（1947年生まれ）である。

## 「リトル・スティール」ストライキと戦時中の従軍
ホールは1937年の「リトル・スティール」ストライキの指導者の一人であった。このストライキは、業界大手のUSスチールではなく、リパブリック・スチール、ベスレヘム・スチール、ヤングスタウン・シート・アンド・チューブ・カンパニーを対象としていたため、「リトル・スティール」と呼ばれた。USスチールは以前にストライキなしでSWOCと契約を結んでいた。 このストライキは最終的に失敗に終わり、シカゴとヤングスタウンのリパブリック工場での労働者の死によって暗い影が差した。ホールは、リパブリック社のオハイオ州ウォーレンにある工場用に爆発物材料を運搬した疑いで逮捕されたが、軽犯罪で有罪を認め、500ドルの罰金を科された。SWOCは1942年に全米鉄鋼労働組合（USWA）となった。USWAの創設会長であるフィリップ・マレーは、かつてホールがウォーレンとヤングスタウンでのストライキを指導したことが効果的な草の根組織化の模範であるとコメントしている。
1937年のストライキ後、ホールは組合活動よりも党活動に焦点を移し、1937年にヤングスタウンにおけるアメリカ共産党（CPUSA）の指導者となった。彼の党における責任は急速に増大し、1939年にはクリーブランド市のCPUSA指導者となった。ホールはCPUSAの候補としてヤングスタウン市議会議員およびオハイオ州知事選挙にも立候補したが、得票数は少なかった。1940年、ホールは選挙スキャンダルにおける詐欺と偽造で有罪となり、90日間服役した。
第二次世界大戦が始まると、ホールはアメリカ海軍に志願し、グアムで機械工として従軍した。戦争初期のヨーロッパでは、CPUSAは独ソ不可侵条約に基づきソ連とナチス・ドイツが協力していたことから孤立主義的立場を取っていた。しかし、1941年6月にヒトラーがこの条約を破棄してソ連に侵攻すると、CPUSAは公式に戦争努力を支持するようになった。海軍での従軍中、ホールは不在のままCPUSAの全国委員会に選出された。彼は1946年3月6日に名誉除隊となった。
モスクワ忠誠派と見なされていたホールは、戦後、党における評判を高めた。1946年、彼は新しい書記長であるユージン・デニス（親ソビエトのマルクス＝レーニン主義者であり、党から追放されたアール・ブラウダーの後任）のもとで党の全国執行委員会に選出された。

## 赤狩り時代の起訴とCPUSA指導者への台頭

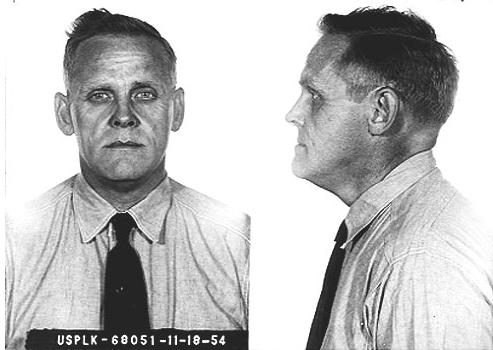
レブンワース (カンザス州)で「アメリカ政府を武力または暴力で転覆することを共謀し、教唆した」罪により服役中のホールのマグショット、1954年

戦後の時代における主要なアメリカ共産党指導者の一人となったホールは、アメリカ政府当局の注目を集めた。1948年7月22日、ホールを含む12人の共産党指導者が「アメリカ政府を武力および暴力で転覆することを教唆し、推奨する共謀」の容疑で、いわゆるスミス法（外国人登録法）に基づき起訴されたが、彼の有罪判決は全体的にマルクス主義思想を推奨したことに基づいていた。ホールの最初の刑期は5年間であった。
保釈で解放された後、ホールはCPUSAの書記局に昇進した。1951年6月4日、アメリカ合衆国最高裁がスミス法を合憲と判断した際、ホールを含む4人が保釈を破棄し、地下に潜伏した。ホールはモスクワに逃亡しようと試みたが、1951年10月8日にメキシコシティで拘束されたことで失敗に終わった。彼にはさらに3年の刑が加えられ、最終的にレブンワース連邦刑務所で5年半以上を服役した。刑務所では、党のビラを配布し、ウェイトを持ち上げて体を鍛えていた。彼は禁酒法時代の悪名高いギャングスター、ジョージ・ケリーの隣の独房に入れられていた。後に合衆国最高裁は、スミス法に基づく一部の有罪判決を違憲としてこれを覆した。
1960年代初頭、ホールは再び起訴の危機に直面したが、今度は1950年の国内安全法（マッカラン法）に基づくものであった。しかし、最高裁はこの法律の一部を違憲と判断し、政府は訴えを取り下げた。この法律は、「共産主義行動」組織に対し政府への登録を義務付け、党員がアメリカ合衆国パスポートを申請したり、政府の職に就いたりすることを禁止していた。この法律により、ホールの運転免許はニューヨーク州によって取り消された。
釈放後、ホールは活動を続けた。彼は表面上は休暇としてアメリカ国内を旅行しながら、デニスに代わって書記長になるための支持を集め始めた。彼は1951年に地下に潜ることを命じられたにもかかわらずそれに従わなかったことを理由に、デニスを臆病者と非難し、さらにデニスが地下活動用に確保されていた資金を私的に流用したと主張した。ホールが書記長の地位に就いたことは、アメリカ共産党内部では一般的に予想外のことであった（この地位はYCLで重要な人物であったヘンリー・ウィンストンかギル・グリーンのいずれかに行くと考えられていた）。ただし、ホールは1950年代初頭にデニスが逮捕された後に一時的に書記長代理を務めていたことがあった。1959年、ホールはCPUSAの書記長に選出され、その後レーニン勲章を授与された。

## CPUSA書記長としての活動
マッカーシズムの時代は、アメリカ共産党（CPUSA）に大きな打撃を与えた。多くのアメリカ人党員が議会委員会での証言を求められたためである。さらに、1956年のソ連によるハンガリー侵攻により、多くの党員が失望し、党を離れた。彼らはまた、ソ連指導者ニキータ・フルシチョフによるスターリン主義の否定にも影響を受けた。アメリカ合衆国では、新左翼の台頭と1968年のワルシャワ条約機構によるチェコスロバキア侵攻が左派とCPUSAの間に敵意を生み出し、党は隅へと追いやられた。
ホールを含む残った党指導者たちは、党の再建を目指した。彼は共産党の合法性を取り戻すための闘争を主導し、オレゴン州、 ワシントン州、およびカリフォルニア州で数万人規模の聴衆に演説した。アメリカ共産主義運動の民主化を展望し、ホールは「広範な人民の政治運動」について語り、党をキャンパス内の急進的なグループ、反ベトナム戦争運動、公民権運動に従事している組織、そして新しい草の根労働組合運動と同盟させることで、「ベビーブーム世代」の若き活動家たちの間でCPUSAを構築しようと試みた。しかし最終的に、ホールは新左翼との持続的な同盟を築くことに失敗した。
ホールは、ソ連の行動と利益に対する最も確信を持った支持者の一人として知られていたが、これはソ連の政治的影響圏外においても同様であった。1959年以降、ホールは毎年モスクワで一定期間過ごしており、彼はソ連で最も広く知られたアメリカの政治家の一人であった。彼はレオニード・ブレジネフのような高位のソ連政治家たちからも歓迎されていた。
ホールは、アメリカにおける社会主義の擁護者として、大学キャンパスやトークショーで定期的に発言した。彼は、アメリカ合衆国における社会主義は、アメリカ合衆国憲法修正第1条～第10条（権利章典）に基づくアメリカ流の民主主義の伝統に基づいて構築されるべきだと主張した。彼はしばしば「アメリカ人は権利章典なしに憲法を受け入れなかったし、権利章典なしに社会主義を受け入れないだろう」と述べ、アメリカ国民の民主主義的伝統への深い信頼を表明した。彼は時事問題に関する多作な執筆者であり、多数の記事やパンフレットを書き、その多くは雑誌『Political Affairs』に掲載された。
1960年代から1970年代にかけて、ホールはソ連のテレビにも頻繁に出演し、常にソ連政権の立場を支持していた。ホールはCPUSAをソ連共産党（CPSU）の方針に従って指導し、ユーロコミュニズムのような自由化努力を拒否した。また、公式なソ連方針である「平和共存」を批判し、世界革命を求める新しい急進的な革命運動も否定した。中ソ対立後、彼は毛沢東主義も非難し、すべての毛沢東主義のシンパは1960年代初頭にCPUSAから追放された。
ホールはチェコスロバキアやアフガニスタンへのソ連の侵攻を擁護し、「一国社会主義」のスターリン主義的原則を支持した。1980年代初頭には、ホールとCPUSAはポーランドの「連帯」運動を批判した。1992年、モスクワの日刊紙『イズベスチヤ』は、CPUSAがソ連から4000万ドル以上の資金を受け取っていたと報じ、これはホールが長年にわたり主張してきた財政的独立性の主張と矛盾していた。元KGB将軍のオレグ・カラギンは回想録で、KGBがホールとアメリカ共産党を「完全に掌握」しており、彼が「モスクワの資金」を横領して自身の馬の繁殖場を設立しようとしていたことを明らかにした。作家でJ.エドガー・フーバーの伝記作者であるカート・ゲンリーは、FBIの秘密工作プログラム「コインテルプロ」を通じて、急進的な反体制グループに対する妨害と虚偽情報の一環として、類似のホールに関する話がメディアに流布されたことを指摘している。

## 大統領候補としての活動と晩年

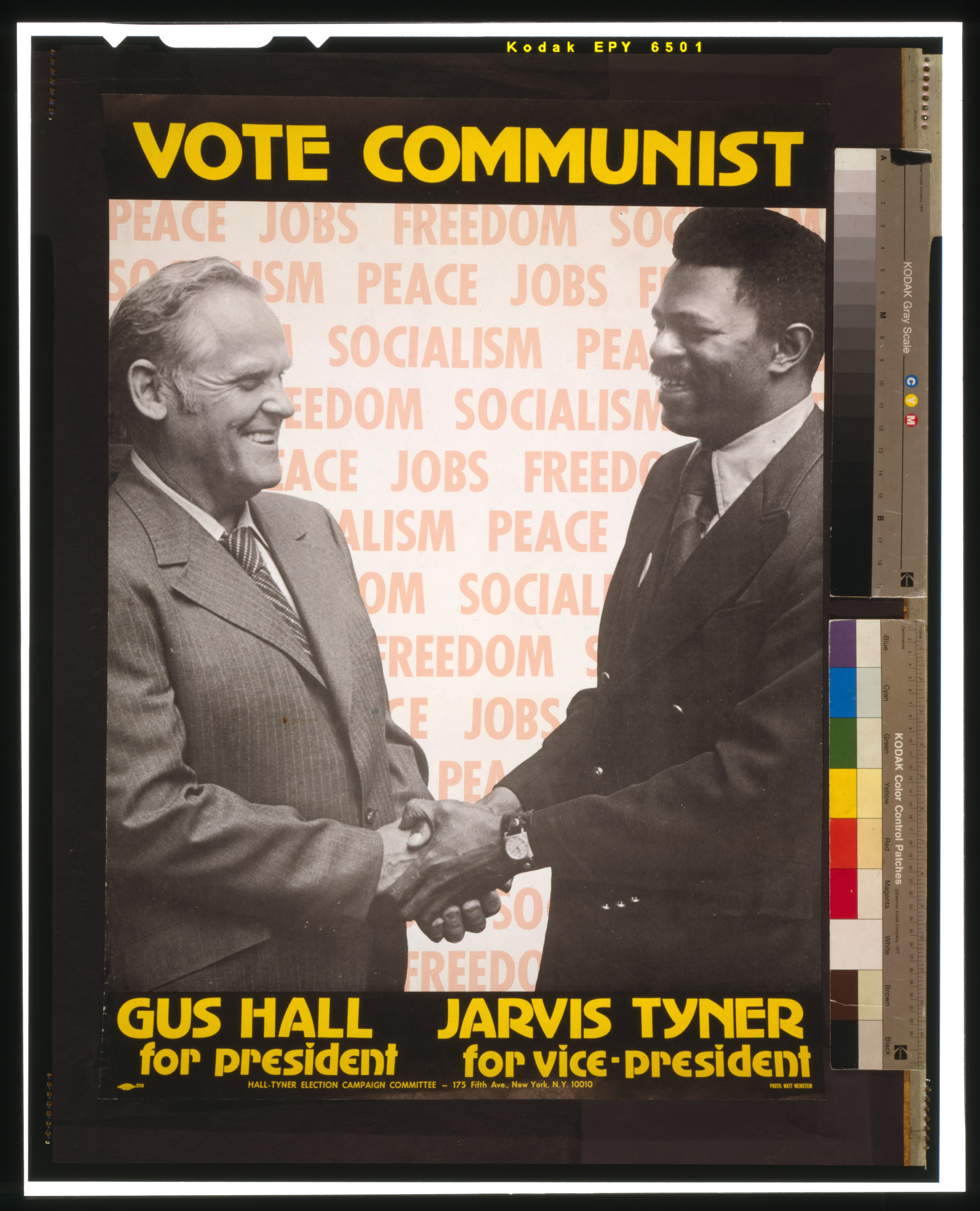
1976年の選挙キャンペーンポスター

1964年アメリカ合衆国大統領選挙では、共産党は保守派バリー・ゴールドウォーターの勝利を阻止する必要があるとして、リンドン・B・ジョンソンを支持した。1972年の大統領選挙では、CPUSAは民主党への支持を取り下げ、ホールを候補者として指名した。ホールは1972年、1976年、1980年、1984年の計4回大統領選挙に出馬し、最後の2回はアンジェラ・デイヴィスを副大統領候補として指名した。この4回の選挙の中で、ホールが最も多くの票を集めたのは1976年で、これはウォーターゲート事件による抗議票が小政党に流れたためであった。それでも、彼は大統領候補の中で8位に終わった。選挙運動にかかる多額の費用、各州の厳しい選挙法規定を満たす難しさ、そしてメディアの注目を得る困難さから、CPUSAは全国規模での選挙活動を中止し、地方レベルでの候補者擁立に専念することを決定した。ただし、大統領選挙活動を停止した後も、CPUSAは民主党への支持を再開することはなかった。
| Election year | Running mate | Received votes (absolute) | Received votes (%) |
| ------------- | ------------ | ------------------------- | ------------------ |
| 1972          | Jarvis Tyner | 25,597                    | 0.03%              |
| 1976          | Jarvis Tyner | 58,709                    | 0.07%              |
| 1980          | Angela Davis | 44,933                    | 0.05%              |
| 1984          | Angela Davis | 36,386                    | 0.04%              |

1980年代は、ホールとCPUSAにとって政治的に困難な10年であった。1980年、ホールの信頼する側近でありCPUSAの副指導者の一人であったモーリス・チャイルズが、長年にわたり連邦捜査局（FBI）の情報提供者であったことが明らかになった。チャイルズは証人保護プログラムに組み込まれ、1987年に大統領自由勲章を授与されたが、ホールはチャイルズがスパイであったことを否定し続けた。また、1986年にはアフリカ系アメリカ人の副指導者ヘンリー・ウィンストンが死去し、黒人党員たちは指導部が完全に白人であることに疑問を呈した。
1991年のソ連崩壊後、党はさらなる危機に直面した。同年の記者会見で、ホールはロシアにおける魔女狩りやマッカーシズムを警告し、ロシアを北朝鮮と比較して批判した。ホールは、グラスノスチとペレストロイカに反対する党内の一派を率い、CPSUの強硬派とともにミハイル・ゴルバチョフとボリス・エリツィンを「社会主義を破壊している」と非難した。ホールはベトナムやキューバを支持したが、中国が西側に反対しなかったことを批判した。1991年末、改革を求めるメンバーたちは「民主主義と社会主義のための通信委員会」を設立した。これはホールが党を導く方向性に批判的なグループであった。彼らは指導部に影響を与えることができなかったため、党を離脱し、その後ホールによって除名された。この中にはアンジェラ・デイヴィスやチャーレン・ミッチェルなども含まれていた。
晩年、ホールは妻のエリザベスと共にニューヨーク州ヨンカーズで暮らしていた。政治情勢に注目しながらも、彼は美術品収集、有機ガーデニング、絵画といった趣味にも没頭した。2000年、死の直前にホールは党主席の座をサム・ウェッブに譲り、自らは名誉主席に任命された。1994年、マイケル・マイヤーソン（CPUSAを離党したハーバート・アプテカー、アンジェラ・デイヴィス、ギル・グリーン、チャーレン・ミッチェルとともに）は、ホールが「高級なブルジョア的生活」を送っており、「おしゃれなハンプトンベイズに邸宅を持っている」と非難した。
ガス・ホールは2000年10月13日、マンハッタンのレノックス・ヒル病院で糖尿病の合併症により亡くなった。彼はシカゴ近郊のフォレストホーム墓地に埋葬された。

## 批判
1941年、トロツキストの社会主義労働者党（SWP）と中西部チームスターズの指導者たちがミネソタ州でスミス法に基づき訴追された際、一部の共産党員は政府の行動を支持した。後にホールは、SWPメンバーの投獄に公然と反対しなかったことを党の過ちであったと認めた。トロツキスト運動はホールに対して強い否定的な意見を持っており、彼の死後、トロツキストの『World Socialist Web Site』は、彼を無能であり、ソ連に忠誠を誓い、労働者階級を見捨てた人物として非難した。
時折、一部のソ連当局者はCPUSAの指導力の欠如を理由にホールを批判した。若いアメリカの共産主義者たちは、FBIの厳しい監視下にあったCPUSAから距離を置くようアドバイスされ、そのような状況下では党が成功することはできないと考えられていた。
多くの保守派はホールをアメリカ合衆国に対する脅威と見なし、J・エドガー・フーバーは彼を「強力で欺瞞的かつ危険なアメリカ主義の敵」と表現した。ホールに対しては、実際には彼が発言していない挑発的な反キリスト教の声明が誤って帰せられ、ジェリー・ファルウェルのモラル・マジョリティを含む一部のキリスト教団体から敵意を受けた。1977年の演説で、後のアメリカ合衆国大統領となるロナルド・レーガンは、この虚偽の1961年の声明を引用し、共産主義の害悪を証明しようとした。「最後の議員が最後の牧師の腸で絞め殺される時が来ることを夢見る――そしてクリスチャンが血を歌うのが好きなら、少し血を与えてやろうじゃないか？ 子どもたちの喉を切り裂き、彼らを嘆きのベンチや説教壇に引きずり出し、自分の血で溺れさせ、その後で彼らが賛美歌を楽しむかどうか見てみろ。」 この声明は、レーガンが言うには「勇気がなかった」ため最終的に演説から削除されたが、これは元CPUSA党首ウィリアム・Z・フォスターの葬儀でのホールの弔辞として捏造されたものであった。後にホールはキリスト教について肯定的なコメントをしており、1963年には教皇回勅『地上の平和（パーチェム・イン・テリス）』を「偉大な教皇の業績」と称賛した。フランシス・ナイジェル・リーによると、ホールは教皇ヨハネ23世を高く評価し、カトリックと共産主義者の対話を望んでいた。彼は『Political Affairs』に寄稿し、「マルクス主義者は教皇ヨハネの大きな一歩に沿うという驚くべき意欲を示している」と書いた。また、ガス・ホールは「私たちの争いは資本主義に対してであって、神ではない」と述べたとも伝えられている。
ホールはまた、CPUSAがスターリニズムの教義に基づいて同性愛を「ファシズム的傾向」として宣言していたことから、ホモフォビアの非難も受けた。その結果、ハリー・ヘイのような公然たるゲイの党員は1950年代に党から追放された。共産党は1960年代と1970年代に新たに台頭する社会運動に対して批判的であり、新左翼とは距離を置いていた。しかし、一部のCPUSAメンバーは若者に訴えかけようと試み、ギル・グリーンは「正しい方針は、若者たちの間に起きているこの騒動を永続的な運動に転化させ、そのダイナミクスを私たちの参加のもとに自然に展開させるべきだった」と主張した。メキシコ共産党やジャービス・タイナー、ケンドラ・アレクサンダーなどのアフリカ系アメリカ人共産主義者がホモフォビアに反対していた一方で、CPUSAはゲイの権利に反対しており、1970年代初頭の公式党綱領では「健全で健康的な男女関係の代替案として同性愛関係を奨励または促進する行為」や「家族を社会の基本単位および私たちが築こうとしている未来の基盤から逸らす行為」を批判し、「いわゆるゲイライフスタイルを先進的で革命的な運動の一部と見なしたり、進歩的なイデオロギーの仮面で推進しようとする試み」を否定した。しかし、ホール自身はホモフォビアではなかった。エルウィン・マルクイットによると、ホールは党のゲイグループに対する敵対的な立場を緩和しようと努めており、ミネソタ大学の学生評議会からの質問に対して、同性愛者を党から追放することに反対すると述べた。また、1963年8月にキエフで逮捕され同性愛の容疑で告発された党員バーナード・コテンのためにホールは介入した。コテンの逮捕のニュースに強く反応したホールは、「より深刻な犯罪が絡まない限り」告訴を取り下げるように求めた。ホールと一部の進歩的な活動家たちの抗議により、コテンは裁判なしで釈放された。

## 作品
- Peace can be won!, report to the 15th Convention, Communist Party, U.S.A., New York: New Century Publishers, 1951.
- Our sights to the future: keynote report and concluding remarks at the 17th National Convention of the Communist Party, U.S.A., New York: New Century Publishers, 1960.
- Main Street to Wall Street: End the Cold War!, New York: New Century Publishers, 1962.
- Which way U.S.A. 1964? The communist view., New York: New Century Publishers, 1964.
- On course: the revolutionary process; report to the 19th National Convention of the Communist Party, U.S.A. by its general secretary, New York: New Outlook Publishers and Distributors, 1969.
- Ecology: Can We Survive Under Capitalism?, International Publishers, New York 1972.
- Imperialism today; an evaluation of major issues and events of our time, New York, International Publishers, 1972 ISBN 0-7178-0303-1
- The energy rip-off: cause & cure, International Publishers, New York 1974, ISBN 0-7178-0421-6.
- The crisis of U.S. capitalism and the fight-back: report to the 21st convention of the Communist Party, U.S.A., New York: International Publishers, 1975.
- Labor up-front in the people's fight against the crisis: report to the 22nd convention of the Communist Party, USA, New York: International Publishers, 1979.
- Basics: For Peace, Democracy, and Social Progress, International Publishers, New York. 1980.
- For peace, jobs, equality: prevent "The Day after", defeat Reaganism: report to the 23rd Convention of the Communist Party, U.S.A., New York: New Outlook Publishers and Distributors, 1983. ISBN 0-87898-156-XISBN 0-87898-156-X
- Karl Marx: beacon for our times, International Publishers, New York 1983, ISBN 0-7178-0607-3.
- Fighting racism: selected writings, International Publishers, New York 1985, ISBN 0-7178-0634-0.
- Working class USA: the power and the movement, International Publishers, New York 1987, ISBN 0-7178-0660-X.